# الغول (الطفة)

تعديل مصدري - تعديل

الغول هي إحدى قرى عزلة الظفرين بمديرية الطفة التابعة لمحافظة البيضاء، بلغ تعداد سكانها 39 نسمة حسب تعداد اليمن لعام 2004.